# Мордовско-Юнкинское сельское поселение
Мордовско-Юнкинское се́льское поселе́ние — упразднённое муниципальное образование в Торбеевском районе Мордовии Российской Федерации.
Административный центр — село Мордовские Юнки.

## История
Статус и границы сельского поселения установлены Законом Республики Мордовия от 28 декабря 2004 года № 127-З  «Об установлении границ муниципальных образований Торбеевского муниципального района, Торбеевского муниципального района и наделении их статусом сельского поселения, городского поселения и муниципального района».
Законом от 17 мая 2018 года N 51-З, Мордовско-Юнкинское сельское поселение и сельсовет были упразднены, а входившие в их состав населённые пункты были включены в состав Красноармейского сельского поселения и сельсовета с административным центром в поселке Красноармейский.

## Население
| 2002 | 2010 | 2012 | 2013 | 2014 | 2015 | 2016 |
| ---- | ---- | ---- | ---- | ---- | ---- | ---- |
| 547  | ↘490 | ↘456 | ↘440 | ↘426 | ↘400 | ↘386 |
| 2017 | 2018 |      |      |      |      |      |
| ↘376 | ↘359 |      |      |      |      |      |

## Состав сельского поселения
| № | Населённый пункт | Тип населённого пункта | Население |
| - | ---------------- | ---------------------- | --------- |
| 1 | Мордовские Юнки  | село                   | ↘456      |
| 2 | Моховая Рахманка | село                   | ↘25       |
| 3 | Семёновка        | деревня                | ↘9        |